# NGC 6193

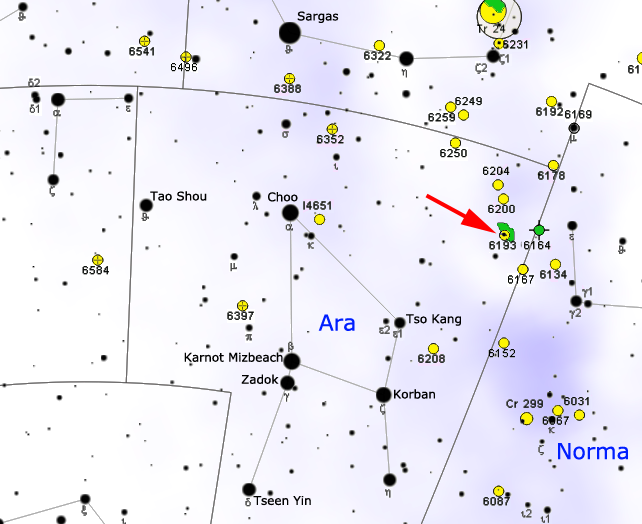
Poloha NGC 6193 v souhvězdí Oltáře

NGC 6193 (také známá jako Caldwell 82) je otevřená hvězdokupa v souhvězdí Oltáře vzdálená přibližně 3 768 světelných let. Objevil ji skotský astronom James Dunlop v roce 1826 při svém pobytu v Parramatta v Novém Jižním Walesu v Austrálii. Popsal ji takto: "kupa malých hvězd s jasnou hvězdou na západní straně. Ze severní strany vychází značně velká větev nebo cíp, který se připojuje k velmi velké kupě."
Hvězdokupa obsahuje 27 hvězd, je jasná a viditelná i pouhým okem.
Na obloze se nachází 8 stupňů západně od hvězdy Alfa Arae. Je spojena s emisní mlhovinou NGC 6188, jejíž přilehlé části poskytuje energii k záření a částečně z ní tvoří i reflexní mlhovinu. Hvězdokupa leží uprostřed OB asociace Oltář I, která se rozprostírá na ploše vice než jednoho stupně čtverečního.

## Členové hvězdokupy
Hvězdokupě vévodí dvojice vícenásobných hvězdných systémů spektrální třídy O, která sídlí v jejím středu ve vzájemné vzdálenosti 10", a obří hvězda typu B0, která je pravděpodobně dvojhvězdou. Hvězdokupu tvoří ještě přinejmenším 20 dalších hvězd raného typu B, které mají magnitudu 9 až 10.
| #  | Název       | R.A. (J2000)     | Dec. (J2000)   | mV    | spektrální klasifikace         | Poznámka                              |
| -- | ----------- | ---------------- | -------------- | ----- | ------------------------------ | ------------------------------------- |
| 56 | HD 150136   | 16h 41m 20.4149s | −48°45′46.644″ | 5.62  | O3−3.5 V + O5.5−6 V + O6.5−7 V | Trojhvězdný systém                    |
| 55 | HD 150135   | 16h 41m 19.4537s | −48°45′47.585″ | 6.89  | O6.5V((f))z                    | Dvojhvězda                            |
| 45 | HD 150041   | 16h 40m 44.5820s | −48°45′22.214″ | 7.06  | B0III                          | Proměnná                              |
| 37 | HD 149834   | 16h 39m 30.6704s | −48°51′02.511″ | 9.17  | B2V                            | Dvojhvězda?                           |
| 59 | CD-48 11080 | 16h 41m 36.3084s | −48°47′14.904″ | 10.32 | B4V                            | [ 9 ]                                 |
|    | CD-48 11077 | 16h 41m 34.91s   | −48°46′24.2″   | 10.42 | B2.5V                          | [ 9 ]                                 |
| 58 | CD-48 11075 | 16h 41m 33.21s   | −48°45′06.6″   | 10.05 | B2.5V                          |                                       |
| 54 | CD-48 11071 | 16h 41m 25.8569s | −48°45′14.265″ | 8.45  | B1V                            | Binary                                |
| 53 | CD-48 11069 | 16h 41m 22.10s   | −48°44′57″     | 9.55  | B1V                            | [ 9 ]                                 |
| 40 | CD-48 11039 | 16h 40m 00.752s  | −48°47′02.41″  | 11.02 | B3V                            |                                       |
| 42 | CD-48 11046 | 16h 40m 20.94s   | −48°54′56.2″   | 10.91 | B2.5V                          |                                       |
| 43 | CD-48 11051 | 16h 40m 33.8837s | −48°53′16.19″  | 10.39 | B1h                            | [ 9 ]                                 |
|    | CD-48 11060 | 16h 40m 43s      | −48°48′48″     | 10.71 | B3V                            | [ 9 ]                                 |
| 47 | CD-48 11061 | 16h 40m 53.26s   | −48°45′35.2″   | 11.21 | B3.5V                          | Dvojhvězda                            |
| 50 | CD-48 11062 | 16h 41m 02.49s   | −48°53′49.7″   | 11.42 | B3.5V                          |                                       |
| 52 | CD-48 11065 | 16h 41m 08.48s   | −48°52′21.6″   | 11.06 | B2.5V                          | Herbst ji omylem přiřadil k HD 150136 |
| 57 | CD-48 11076 | 16h 41m 33.0589s | −48°33′59.651″ | 10.10 | B2V                            | [ 9 ]                                 |
| 63 | CD-48 11082 | 16h 41m 6.3148s  | −48°47′41.527″ | 10.38 | B2V                            | [ 9 ]                                 |
| 65 | CD-48 11086 | 16h 41m 54.83s   | −48°45′22.8″   | 10.38 | B2.5V                          | [ 9 ]                                 |
| 66 | CD-48 11088 | 16h 42m 00.47s   | −48°42′32.5″   | 10.05 | B2.5V                          | [ 9 ]                                 |
| 67 | CD-48 11090 | 16h 42m 05.69s   | −48°42′56.8″   | 10.59 | B2.5V                          | [ 9 ]                                 |